# Newman Lake (Washington)
Newman Lake es un área no incorporada ubicada en el condado de Spokane en el estado estadounidense de Washington.

## Geografía
Newman Lake se encuentra ubicado en las coordenadas 47°46′37″N 117°5′42″O / 47.77694, -117.09500.